# 스테파노 카시라기
스테파노 카시라기(이탈리아어: Stefano Casiraghi, 1960년 9월 8일 ~ 1990년 10월 3일)는 이탈리아의 해상 파워보트 레이서, 사교계 명사, 그리고 사업가였다. 그는 모나코 공녀 카롤린의 두 번째 남편이었다. 그는 1990년 세계 파워보트 선수권 대회에서 그의 1급 타이틀을 방어하는 경주 도중 사망했다.